# Tapi Yawalapiti
Tapi Yawalapiti (Terra Indígena do Xingu, Mato Grosso, c. 1977) é uma liderança indígena do povo Yawalapiti, educador, linguista, e representante da Articulação dos Povos Indígenas do Brasil e do Parlamento Indígena do Brasil (Parlaíndio).
Descendente de uma família de caciques dos povos Yawalapiti e Kamayurá, o ativismo de Tapi Yawalapiti se caracteriza pela luta em favor da manutenção da floresta, do cuidado do rio Xingu e seus afluentes, da proteção da terra e preservação da cultura do povo Yawalapiti, inclusive tendo defendido uma dissertação de mestrado em Linguística na Universidade de Brasília sobre a língua yawalapiti, buscando estudar meios de preservá-la.

## Biografia
Nascido aproximadamente em 1977, na Aldeia Yawalapiti situada na Terra Indígena do Xingu, Tapi é filho de Aritana Yawalapiti, cacique do povo Yawalapiti, situado no Alto Xingu, e neto de Kanato ou Kanatu, que foi uma das primeiras lideranças de seu povo que aprendeu o idioma português e, por isso, desempenhou o papel de mediador cultural que contribuiu para a criação e demarcação da Terra Indígena do Xingu, e de Teporí, filha de um cacique do povo Kamaiurá; além de ser bisneto do cacique Aritana ou Urutsi, falecido na década de 1930 durante uma das guerras interétnicas que ocorriam no Alto Xingu.
Na Aldeia Yawalapiti, Tapi começou a desempenhar importantes papéis socioculturais em seu povo, como se observa no fato de seu pai lhe conferiu a responsabilidade de ser o dono do ritual Takuara, enquanto seu pai, o então cacique Aritana era dono da flauta apapalu, conduzindo o ritual e contribuindo para o equilíbrio cosmológico da aldeia como um todo.
Com o ritual Takuara chefiado por Tapi e a condução da flauta apapalu por Aritana, a casa do antigo cacique servia como fonte de alimentação e recursos rituais das festas mais frequentes dos Yawalapiti. A grande hospitalidade empregada durante os rituais realizados na Aldeia Yawalapiti fez com que Aritana assumisse a posição de putaka wüküti, levando o antigo cacique a representar a coletividade de seu povo em sua pessoa, apresentando-se perante chefes vizinhos e seus mensageiros. Esse papel político acabou sendo relevante no futuro para que o seu filho Tapi viesse a desempenhar a mesma função.
Entre 2011 a 2014, ele exerceu o cargo de Vice-Presidente do Instituto de Pesquisa Etno Ambiental do Xingu (IPEAX), enquanto seu pai era o presidente dessa associação.
Pouco tempo depois, entre 2014 a 2016, Tapi foi nomeado Presidente do Conselho Local de Saúde Indígena do Alto Xingu do Pólo-Base Leonardo Villas Bôas (CONDISI Xingu), atuando em favor da saúde indígena daquela circunscrição territorial do Alto Xingu.
Assim, na vida adulta, Tapi já estava consolidado como liderança indígena, casado com a indígena Mitsy e com filhos, quando, por estímulo do pai, ele passou a se deslocar para Barra do Bugres, onde ingressou no ensino superior oferecido pela Faculdade Intercultural Indígena da Universidade do Estado de Mato Grosso (UNEMAT). Lá ele cursou a licenciatura intercultural indígena e acabou se formando em 2016, onde apresentou um trabalho de conclusão sobre as pinturas corporais do povo Yawalapiti.
Em seguida, Tapi prosseguiu os seus estudos em pós-graduação, cursando o mestrado em Linguística na Universidade de Brasília (UnB) onde ele desenvolveu uma pesquisa sob a orientação da professora doutora Ana Suelly Arruda Câmara Cabral. Em 2021, ele defendeu a dissertação de mestrado em que apresenta os resultados de sua pesquisa, obtendo o título acadêmico de mestre em linguística pela UnB..
Sobre o ativismo indígena de seu pai e sua continuação em defesa do povo Yawalapiti e de sua cultura, afirma Tapi:
| “                 | Meu pai morreu lutando em prol dos povos indígenas, defendendo a terra, falando em direitos dos povos, indo ao Congresso falar com os deputados. Falei para eles [o povo Yawalapiti] que vai ser difícil para a gente ter outra pessoa como o meu pai. Meu pai era um diplomata. Ele tinha paciência com as pessoas, sabia conversar sem ter gritaria ou ferir a pessoa. (...) Para a nossa cultura, a nossa religião, o meu pai está junto com o espírito da floresta, o espírito do rio e o espírito da terra. Ele está acompanhando de longe, dando força para mim, para o povo. Ele continua vivo, juntamente com o espírito da terra, com a floresta. | ” |
| — Tapi Yawalapiti | |   |

## Sucessão política
Após a morte de seu pai por complicações decorrentes da Covid-19 em agosto de 2020, Tapi Yawalapiti o sucedeu como cacique dos Yawalapiti e, desde então, vem exercendo o papel de principal liderança política da Terra Indígena do Xingu na condição de "Cacique-geral do Xingu".
Em 2022, Tapi foi um dos escolhidos para integrar o grupo de trabalho sobre Povos Originários da Equipe de Transição do Governo Federal realizada entre os governos Bolsonaro e Lula da Silva, junto com outros indígenas como Joênia Wapixana, Célia Xakriabá, Juliana Cardoso e Sônia Guajajara.